# Johann Christian von Mannlich
Johann Christian von (ou des) Mannlich est un peintre et architecte allemand né à Strasbourg le 2 octobre 1741 et mort à Munich le 3 janvier 1822.

## Biographie
Son père Conrad (1700-1758), peintre de cour sous Christian IV, lui apprend la peinture. Il poursuit sa formation à l'académie de Mannheim et à Paris, en 1770 où il se lie à de nombreux artistes français qui influencent son style.

## Œuvres

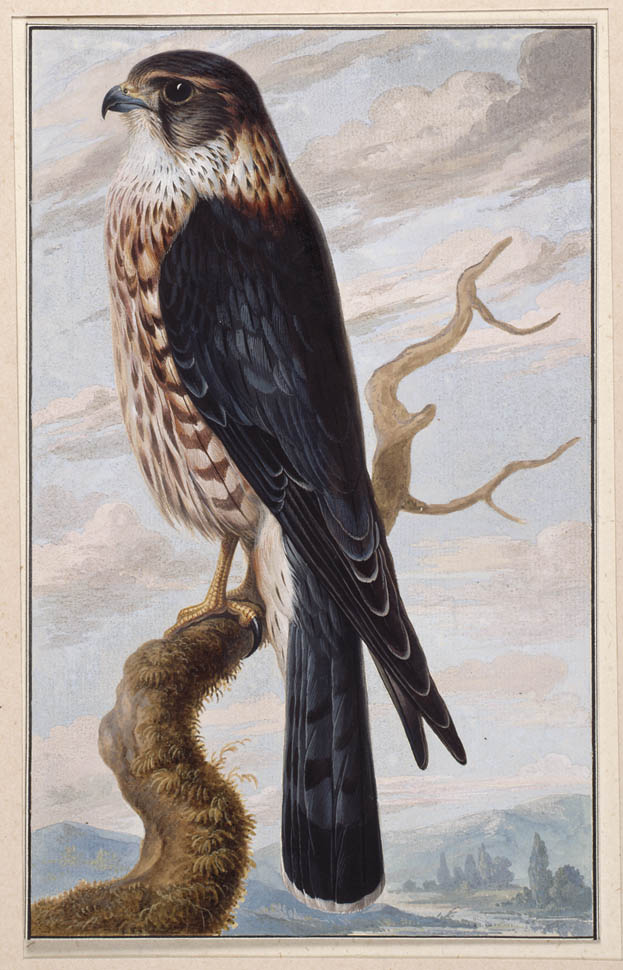
Faucon émerillon dessiné par Johann Christian Mannlich
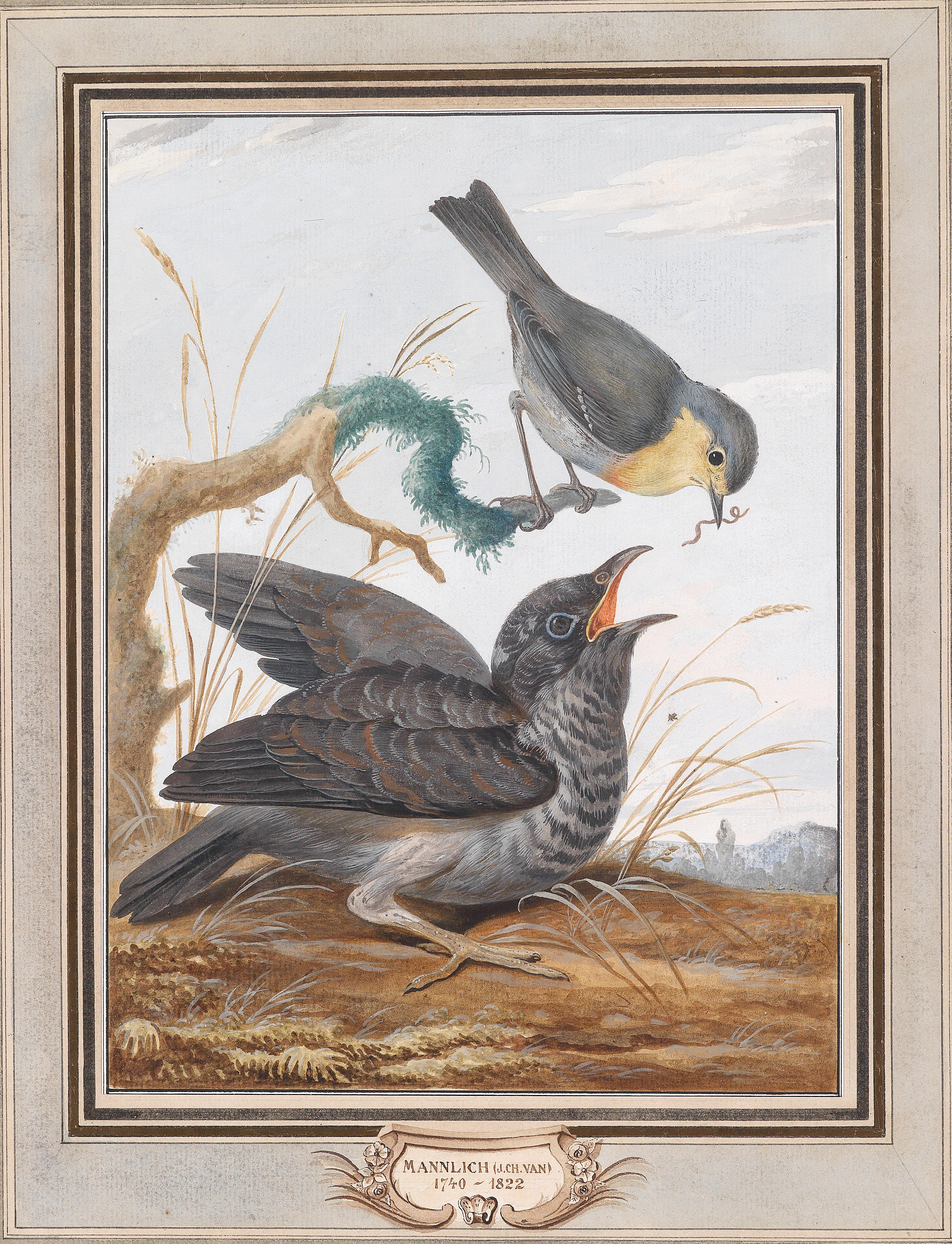
Johann Christian von Mannlich Kuckuck und Rotkehlchen

- Histoire de ma vie, Trèves, éd. Spee, 1993.
- Le château de Karlsberg (de) dont il fut l'architecte.
- Notice des tableaux de la galerie royale de Munic (sic), 1818.
- Portrait de Marianne Camasse, 1764.